# Nature Nanotechnology
Nature Nanotechnology — рецензований науковий журнал, видаваний Nature Portfolio з 2006 року і присвячений останнім досягненням в нанотехнологіях.
У 2012 році імпакт-фактор журналу становив 31,170, що є найбільшим значенням для журналів в області нанотехнологій.

## Про журнал
Журнал публікує статті, присвячені останнім досягненням нанотехнологій. Основні напрями досліджень, представлені в журналі, включають:
- Вуглецеві нанотрубки і фулерени
- Комп'ютерні нанотехнології
- Електронні пристрої
- Небезпеки для екології, здоров'я і безпеки
- Молекулярні двигуни і мотори
- Самозборка молекул
- Нанобіотехнологія
- Зелені нанотехнології
- Нанорідини
- Наномагнетизм і спінтроніка
- Наноматеріали
- Наномедицина
- Нанометрологія і приладобудування
- Наночастинка
- Наносенсори і інші пристрої
- Наноелектромеханічні системи
- Органо-неорганічні наноструктури
- Фотонні структури і пристрої
- Квантова інформація
- Структурні властивості
- Обробка зображення поверхонь
- Синтез і виробництво